# David Medina
David Medina Díaz de López (født 25. juli 1982 i Barcelona, Spanien) er en spansk fodboldspiller. Han har gennem karrieren repræsenteret blandt andet CD Tenerife.